# Johann Lüneburg († 1474)

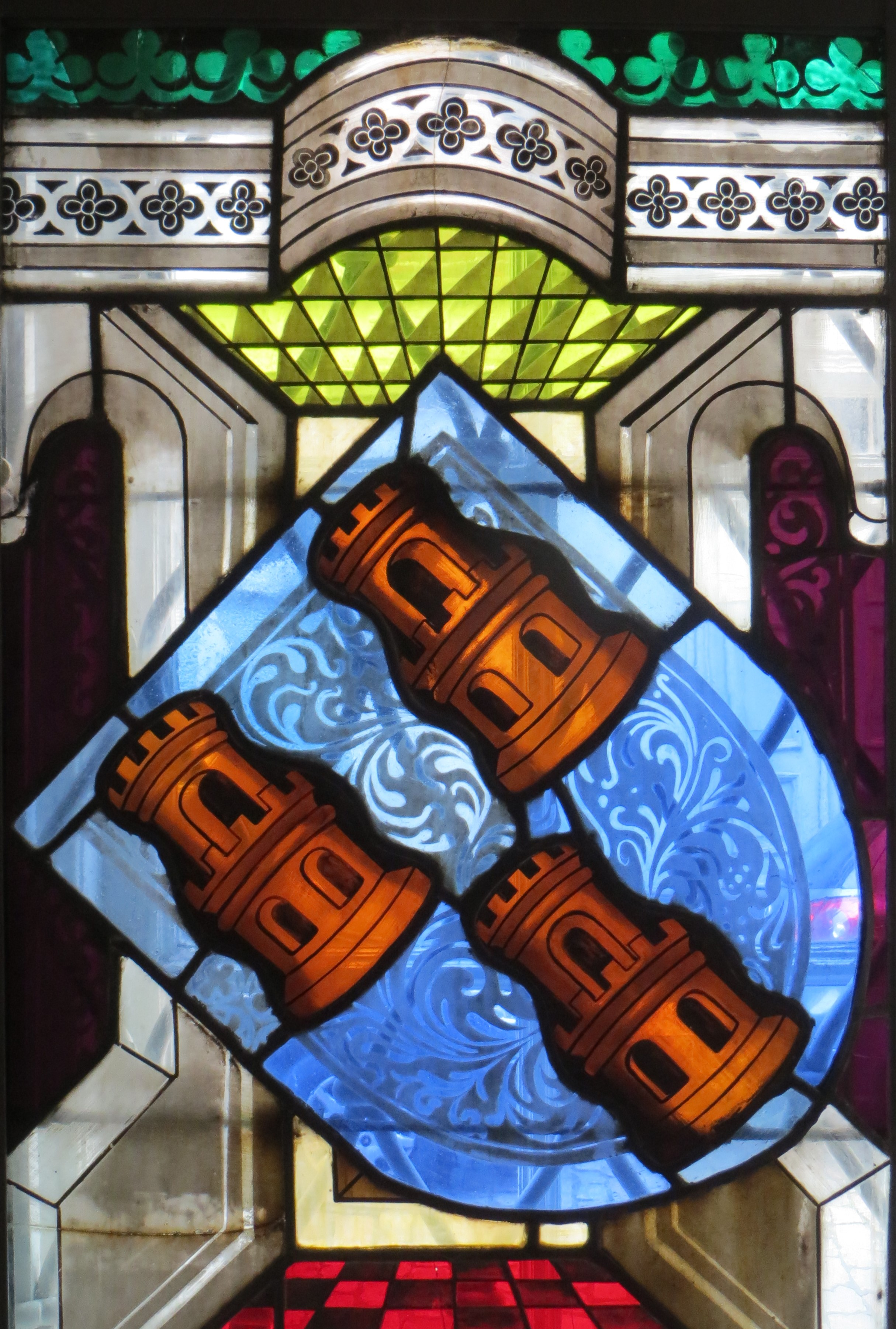
Wappenscheibe Johann Lüneburgs aus St. Katharinen, heute im St.-Annen-Museum

Johann Lüneburg (* um 1420 in Lübeck; † 15. August 1474 ebenda) war in Lübeck Ratsherr und Mitglied der Zirkelgesellschaft.

## Leben
Johann Lüneburg war ein Hansekaufmann. Um 1444 gehörte er zu den Lübecker Kaufleuten, die im Gebiet des Johann Gardenberch, Freigraf des Freistuhls zu Limburg, geschädigt worden waren. Für die spätere Zeit ist belegt, dass er mit Tuchen aus den Niederlanden und Wachs aus Gotland handelte.
Er wurde 1467, einige Jahre nach dem Tod seines Vaters, in den Rat der Stadt erwählt. 1473 gehörte er der von Bürgermeister Hinrich Castorp geführten Lübecker Gesandtschaft nach Utrecht an, die mit dem sogenannten Frieden von Utrecht (1474) endete.
Johann bewohnte den von 1393 bis Anfang des 16. Jahrhunderts im Familienbesitz befindlichen Lüneburger Hof in der oberen Beckergrube (heutige Hausnr. 10, an dieser Stelle befindet sich heute das Theater Lübeck). und ihm gehörte das Gut Paddelügge. Im August 1463 verkaufte er zusammen mit seinem Bruder Bertram die Lachswehr an die Stadt Lübeck. In seinem Testament von 13. Juni 1473 verfügte er über einen Betrag von über 10.000 Mark Lübisch (Mk.). In diesen Testamenten wurde seine Familie reich bedacht, Legate gingen aber auch an verschiedenste Kirchen und Klöster in und um Lübeck.

## Mitgliedschaften
Johann Lüneburg wurde 1443 Mitglied der einflussreichen Zirkelgesellschaft (Mitgliedsnummer 175), aber schon davor hatte er 1440 und 1441 das Amt des Fastnachtsdichters übernommen. Dieses Amt versah er auch noch in den Jahren 1446, 1450, 1454. Er wurde in den Jahren 1449 und 1467 zum Schaffer und im Winter 1474 zum Schenk der Gesellschaft gewählt. Die Annalen der Zirkelgesellschaft verzeichnen ihn zur Abgrenzung von seinem Vater gleichen Namens mittelniederdeutsch als „Hanss Luneborch“.

Gemeinsam mit seinem Bruder Bertram Lüneburg († 1484) war er seit 1471 Mitglied des Augustiner Klosters in Segeberg.

## Familie
Johann Lüneburg war Sohn des Lübecker Bürgermeisters Johann Lüneburg und dessen 1. Ehefrau Taleke, einer Tochter des Bürgermeisters Henning von Rentelen.

1458 war er mit Agnete, Tochter des Nicolaus Steinbeke, verheiratet. Sie hatten folgende Kinder:
- Johann (* vor 1471; † 1493), Mitglied der Zirkelgesellschaft (234)
- Herman (* vor 1471), Mitglied der Zirkelgesellschaft (251),
- Telseke († 1484),
- Thomas (* vor 1471; † 1498), Mitglied der Zirkelgesellschaft (243),
- Sander (* vor 1471), Mitglied der Zirkelgesellschaft (241),
- Heinrich (* vor 1471; † 1484), Mitglied der Zirkelgesellschaft (337)
- Bertram (* vor 1471)
- Taleke (* vor 1471), 1473 verheiratet Georg Geverdes, Mitglied der Zirkelgesellschaft (223),
- Anneke (* vor 1471), Nonne
- Joachim (* um 1473), Mitglied der Zirkelgesellschaft (254),
- Catharina (* nach 1471)
- Dietrich (* nach 1471)

## Grabmal
Er wurde im als Familienbegräbnis angelegten Grab seines Vaters im Unterchor der Katharinenkirche bestattet. Die Grabplatte aus Messing ist eine flämische Arbeit und gehört zu den herausragenden und sehenswerten Stücken ihrer Art in Lübeck. Die Umschriften der Grabplatte und die Inschriften im Stein führen auch die weiteren hier beerdigten Mitglieder der Familie Lüneburg, darunter seine Söhne Thomas († 1498), Johannes († 1493) und Heinrich († 1484), auf.